# إيلي أيبوي
إيلي أيبوي (بالإندونيسية: Elie Aiboy)‏، من مواليد 20 ابريل 1979، لاعب كرة قدم أندونيسي. وهو يلعب مع نادي أريما مالانغ. وهو يلعب مع منتخب أندونيسيا لكرة القدم.

## كأس آسيا
- كأس آسيا 2004: وقد سجل هدف في مرمى منتخب البحرين لكرة القدم.
- كأس آسيا 2007: وقد سجل هدف في مرمى منتخب السعودية لكرة القدم.

## روابط خارجية
- إيلي أيبوي على موقع قاعدة بيانات كرة القدم.إي يو (الإنجليزية)
- إيلي أيبوي على موقع ناشيونال فوتبول تيمز (الإنجليزية)
- إيلي أيبوي على موقع Soccerway.com (الإنجليزية)
- إيلي أيبوي على موقع كووورة